# Stutz SV 16
Stutz SV 16 автомобіль вищого класу, що випускався компанією Stutz 1930–1934 рр.

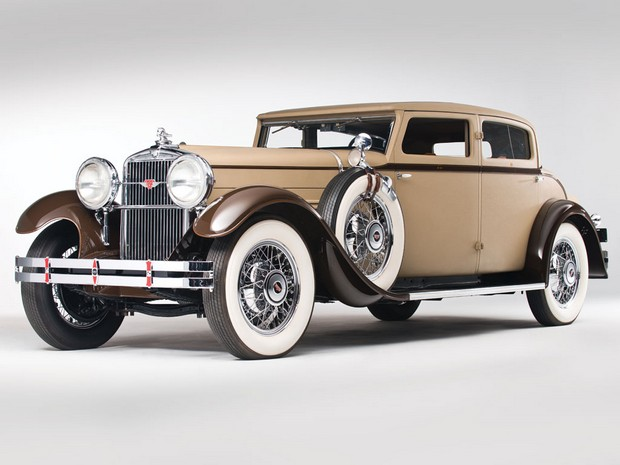
Stutz SV16 Monte Carlo. 1930

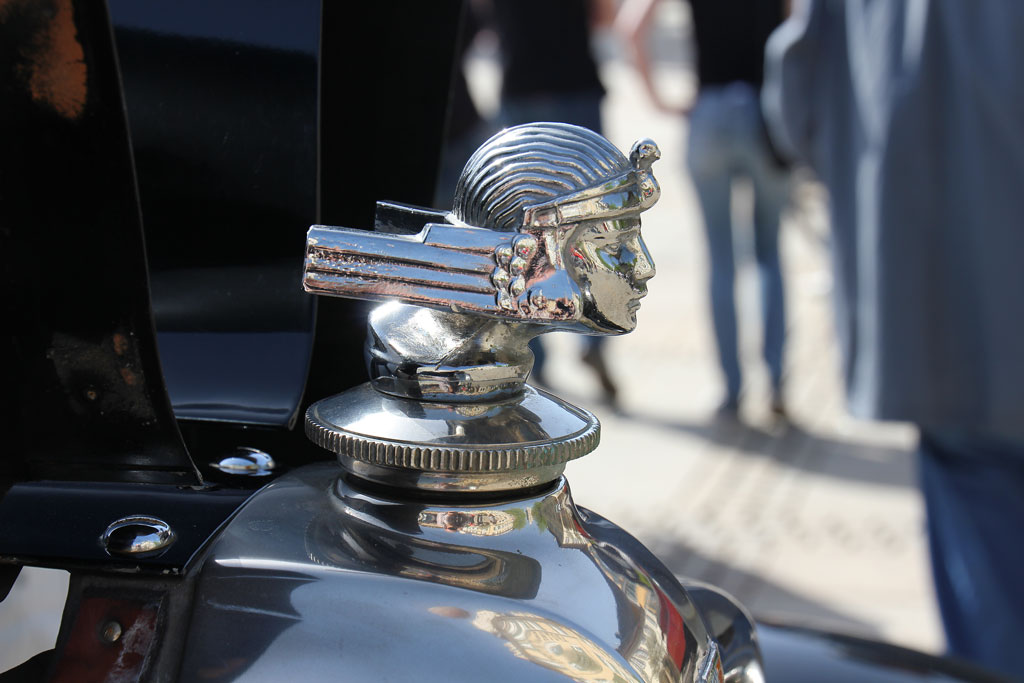
Декор кришки радіатора Stutz

## Історія
Компанія Stutz Motor Company знаходилась у Індіанаполісі, штат Індіана. На кінець 1920-х років була спроба випустити надійний і потужний автомобіль у європейському стилі розкоші, що міг скласти конкуренції Bentley, Rolls Royce, Hispano-Suiza. Моделі кузовів отримали назви Версаль, Біарріц і Монте-Карло, а ціна коливалась від $ 3500 до $ 7500.
Кузови спеціальної лінії «Chateau» з низькою лінією для них виготовляла компанія Weymann. Салон декорували штучною шкірою Zapon. Новацією стало розміщення вбудованого багажника. Компанія гарантувала швидкість авто більшу за 160 км/год. Через велику депресію Stutz призупинив виготовлення розкішних авто. Вважають, що 1930 було вироблено 3 екземпляри Stutz SV 16 Monte Carlo з кузовом родстер, що збереглись до нашого часу. Ці відновлені моделі зібрали багато нагород, 2013 одну продали за 550.000 доларів.
На Stutz SV 16 ставили 8-циліндровий рядний мотор об'ємом 5,3 л потужністю 115 к.с з подвійним запалюванням, верхній розподільчий вал з ланцюговим приводом; 3-ступінчасту коробку передач Warner; жорстку вісь передньої підвіски; задню підвіску на напівеліптичних ресорах; гідравлічні барабанні гальма на всіх колесах. Колісна база виносила 145 дюйми.